# Divuit
El divuit, díhuit o devuit és el nombre que segueix el disset i precedeix el dinou. S'escriu 18 en xifres àrabs, XVIII en les romanes i 十八 en les xineses.
Ocurrències del divuit:
- En molts països, incloent Catalunya, assenyala la majoria d'edat, segons la qual una persona ja és adulta amb les obligacions i drets que això comporta.
- Les donacions monetàries als països amb majoria de jueus acostumen a ser múltiples de 18, ja que és una xifra que s'associa a la sort i a la riquesa.
- És el codi neonazi per significar Hitler (per la suma dels valors numèrics de la A i la H de les inicials del seu nom).
- Un recorregut estàndard de golf té 18 forats.
- És el nombre atòmic del gas argó.
- Designa l'any 18 i el 18 aC.
- És el setè nombre de Lucas.[2]